# Bryum claviger
Bryum claviger är en bladmossart som beskrevs av Kaurin 1884. Bryum claviger ingår i släktet bryummossor, och familjen Bryaceae. Inga underarter finns listade i Catalogue of Life.